# 盧滕河
47°11′28″N 7°58′27″E / 47.19104°N 7.97414°E
盧滕河是瑞士的河流，位於該國中部，流經盧塞恩州，屬於維格河的左支流，河道全長26.9公里，流域面積104.7平方公里，發源自納普夫山，河口處在內比孔。